# آنجلا آلوپی
آنجلا آلوپی (انگلیسی: Angela Alupei؛ زادهٔ ۱ مه ۱۹۷۲) قایقران روئینگ اهل رومانی بود.
وی در مسابقات کشوری و بین‌المللی در مجموع برندهٔ ۲ مدال طلا شده‌است.